# 나르시소 엘비라
나르시소 엘비라(스페인어: Narciso Elvira; 1967년 10월 29일 ~ 2020년 1월 28일)는 멕시코의 야구 선수이다.

## 프로 야구 경력
나르시소 엘비라는 미국의 프로 야구단 밀워키 브루어스 소속으로 메이저 리그에서 1990년 메이저 리그 야구 선수 생활을 하기도 했으나 젊은 시절의 대부분을 마이너 리그에서 보냈다. 2000~01년 오사카 긴테쓰 버펄로스 소속으로 일본 프로 야구에서 선수 생활을 하였고, 방출된 후 멕시코 리그에서 뛴 다음 2002년 5월 13일 대한민국의 프로 야구단 삼성 라이온즈에 입단하였다. 당시 삼성 라이온즈는 일본 요미우리 자이언츠에서 에이스 선발 투수로 활약했던 발비노 갈베스를 2001 시즌 5월 야심차게 영입했으나 뛰어난 실력과는 별개로 돌발적인 행동과 태업을 반복한 탓에 2001년 한국시리즈에서조차도 제대로 된 투구를 보여 주지 못하자 삼성 구단 측에선 더 이상 방관할 수 없다는 판단을 하여 급기야 방출해 버렸기에 외국인 용병 투수가 급히 필요한 상황이었다.
연봉 20만 달러의 조건으로 삼성 라이온즈에 들어온 엘비라는 비록 2002 시즌 처음부터 시작하진 않았지만 잘 적응해 나가면서 13승 6패 평균 자책점 2.50의 기록으로 시즌을 마쳤다. 그의 13승은 1998년 삼성 라이온즈에서 활동했던 외국인 투수 중 좌투수 스콧 베이커 이래로 2번째로 많은 승수이다. 시즌 최우수 평균 자책 타이틀을 수상함과 동시에 삼성 라이온즈가 정규 시즌 및 2002년 한국시리즈 통합 우승을 거두는 데에 있어 뛰어난 활약으로 큰 보탬이 되었다.
삼성 라이온즈와 재계약을 함으로써 2003년 한국 프로 야구 두 번째 시즌을 맞이한 그는 개막전 선발 투수로 등판하며 큰 기대를 모았으나 2002년 멕시칸 리그 142이닝, 한국 프로 야구 137이닝, 총 279이닝을 투구한 것에 대해 뒤늦게 후유증을 겪으면서 1승 1패 평균 자책점 7.06이란 초라한 성적을 올리는 데에 그쳤으며, 이대로 더 이상 시즌을 온전히 치를 수 없다고 판단한 뒤 직접 구단에게 방출 요청을 하여 시즌 중간에 한국 프로 야구를 떠났으며 본인 퇴출 후 좌완 중간계투로 뛴 전병호가 선발로 보직을 변경했다.
은퇴 이후 2020년 1월 28일에 멕시코 무장 괴한의 총격으로 사망하였다.

## 참조
1. ↑  오마이뉴스 - 2001년 5월 기사 "명성에 취하는 삼성, 갈베스 선택"
2. ↑  국민일보 - 2001년 5월 기사 "갈베스, 누가 퇴물이라 했나" 보관됨 2016-03-04 - 웨이백 머신
3. 1 2  OSEN - 2007년 8월 기사 "기로에 선 레이번, 제2의 갈베스? 엘비라?"[깨진 링크(과거 내용 찾기)]
4. ↑  중앙일보 - 2008년 5월 기사 "뜻밖의 이유로 퇴출된 용병들의 백태"[깨진 링크(과거 내용 찾기)]
5. ↑  삼성 라이온즈 프로 야구단 웹사이트 - 선수단 연도별 개인 표창
6. ↑  동아일보 - 2002년 10월 기사 "용병 ‘가을의 전설’ 계속될까"[깨진 링크(과거 내용 찾기)]
7. ↑  기호일보 - 2002년 12월 기사 "4강 탈락 팀, 용병 영입 박차"
8. ↑  경향신문 - 2003년 4월 기사 "불방망이 삼성 ‘마운드는 글쎄…’"
9. ↑  삼성 라이온즈 프로 야구단 웹사이트 - 소식통 2003년 5월 "엘비라, 방출 결정"
10. ↑  동아일보 - 2003년 9월 기사 "삼성 배영수 “이제는 당당한 에이스”"[깨진 링크(과거 내용 찾기)]
11. ↑  일간 스포츠 - 2010년 7월 기사 "로페즈로 보는 외국인 투수 2년차 징크스"[깨진 링크(과거 내용 찾기)]
12. ↑  일간 스포츠 - 2010년 7월 기사 "그동안 목 말랐다. 삼성, 좌완 선발 2명 얻다"[깨진 링크(과거 내용 찾기)]
13. ↑  일간 스포츠 - 2010년 4월 기사 "특급 외국인 선수를 뽑는 방법" 보관됨 2010-04-15 - 웨이백 머신
14. ↑  OSEN - 2010년 2월 기사 "삼성, 올 시즌 10승 투수 5명 배출 도전"[깨진 링크(과거 내용 찾기)]
15. ↑  유해길 (2003년 10월 3일). “[프로야구]상대타선 킬러 마운드 투입”. 세계일보. 2022년 6월 22일에 확인함.